# Tonantzintla
Tonantzintla är en ort i Mexiko.   Den ligger i kommunen San Andrés Cholula och delstaten Puebla, i den sydöstra delen av landet, 100 km sydost om huvudstaden Mexico City. Tonantzintla ligger 2 137 meter över havet och antalet invånare är 135.
Terrängen runt Tonantzintla är platt åt nordost, men åt sydväst är den kuperad. Runt Tonantzintla är det tätbefolkat, med 683 invånare per kvadratkilometer. Närmaste större samhälle är Puebla de Zaragoza, 12,7 km öster om Tonantzintla. Trakten runt Tonantzintla består till största delen av jordbruksmark.